# Heptathela yanbaruensis
Espèce
Synonymes
- Heptathela kimurai yanbaruensis Haupt, 1983

Heptathela yanbaruensis est une espèce d'araignées mésothèles de la famille des Liphistiidae.

## Distribution
Cette espèce est endémique d'Okinawa dans les îles Okinawa dans l'archipel Nansei au Japon,.

## Description

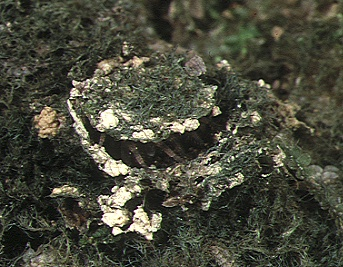
Terrier de Heptathela yanbaruensis

Le mâle holotype mesure 8,5 mm et la femelle paratype 7,9 mm.
Les mâles mesurent de 8,53 à 9,22 mm et les femelles de 7,78 à 10,33 mm.

## Systématique et taxinomie
Cette espèce a été décrite sous le protonyme Heptathela kimurai yanbaruensis par Haupt en 1983, elle a été élevée au rang d'espèce  par Ono en 2009.

## Étymologie
Son nom d'espèce, composé de yanbaru et du suffixe latin -ensis, « qui vit dans, qui habite », lui a été donné en référence au lieu de sa découverte, Yanbaru, une zone forestière dans le Nord d'Okinawa.

## Publication originale
- Haupt, 1983 : « Vergleichende Morphologie der Genitalorgane und Phylogenie der liphistiomorphen Webspinnen (Araneae: Mesothelae). I. Revision der bisher bekannten Arten. » Zeitschrift für Zoologische Systematik und Evolutionsforschung, vol. 21, p. 275-293 (de).